# 弗蘭克·里克特
弗兰克·J·里克特（Frank-Jürgen Richter，1967年—），德国企业家、经济顾问和评论员。他最著名的身份是霍瑞西斯的主席和霍瑞西斯全球会议的创始人，以及世界经济论坛的前任负责人。

## 早年生活
在卡尔斯鲁厄大学（现为卡尔斯鲁厄理工学院的一部分）获得工业工程学位并在法国和墨西哥进行学术研究后，里克特在筑波大学攻读博士学位并获得了斯图加特大学的博士学位。
1996 年到 2000 年期间，里克特在亚洲生活和工作。在此期间，他开发和管理了一家欧洲跨国公司的亚洲业务。从 2001 年到 2004 年，里克特成为了世界经济论坛的负责人。在2005年霍瑞西斯成立之后，他同时兼任着国际旅行者、研究员及评论员，并领导年度商务会议。

## 职业生涯
2005年，里克特博士创立了霍瑞西斯，这是一个针对全球商业主题的独立智库。里希特与商人、政治家和知识分子合作。   他就全球化、贸易和可持续发展等问题为政府和私营部门组织提供建议。 
里克特是剑桥大学和长江商学院领导影响力咨询委员会的成员。

### 公开活动
里克特经常公开发表演讲。 他撰写和编辑了共37本书及许多关于全球战略和亚洲商业的文章，    涵盖的主题包括亚洲的商业环境以及亚洲的公司如何从1998年经济危机中走出来。他的著作曾出现在许多金融和地区性媒体上，例如《纽约时报》 。
他曾在布鲁金斯学会、哈佛大学、北京大学、莫斯科国立研究型大学高等经济学院、皇家国际事务研究所以及多个企业事务中发表演讲。他接受了多家出版物的采访，并出现在CNN、BBC、CNBC、CCTV（中国中央电视台）以及美国之音（VOA）上。  

## 奖项
2016年，里克特因对全球经济的杰出贡献获得了由Priyadarshini Academy颁发的Harish Mahindra全球纪念奖。   

## 专题书目
- The Dynamics of Japanese Organizations, Routledge, 1996, ISBN 041513191-X
- The East Asian Development Model: Economic Growth, Institutional Failure and the Aftermath of the Crisis, Palgrave Macmillan, 2000, ISBN 0333920635
- Redesigning Asian Business: In the Aftermath of Crisis, Quorum Books, 2001, ISBN 9781567205251
- Recreating Asia: Visions for a New Century（与 Pamela CM Mar），John Wiley & Sons，2002 年，ISBN 0470820853
- India Rising: Emergence of a New World Power（与 Colette Mathur 合作），Marshall Cavendish Business，2005 年，ISBN 9812611967
- 全球化还是出局:亚洲企业的未来（与 ArnoudDeMeyer、Peter Williamson、Pamela CM Mar），John Wiley & Sons，2005 年，ISBN 0470821302
- Six Billion Minds: Managing Outsourcing in the Global Knowledge Economy (with Mark Minevich), Aspatore Books, 2006, ISBN 1596224274